# Passauer Jahrbuch
Das Passauer Jahrbuch (genau Passauer Jahrbuch: Beiträge zur Geschichte und Kultur Ostbaierns), vormals Ostbairische Grenzmarken, ist das Sprachrohr des Instituts für Kulturraumforschung Ostbaierns und der Nachbarregionen (IKON) in Passau, durch das es sämtliche seiner wissenschaftlichen Erkenntnisse publiziert und der Öffentlichkeit zugänglich macht. Verleger des Jahrbuchs ist der Verein für Ostbairische Heimatforschung. Das Passauer Jahrbuch blickt, wenn man von einer kurzen Unterbrechung im Laufe des Zweiten Weltkrieges absieht, auf eine knapp hundertjährige Geschichte zurück.

## Geschichte

### Niederbayerische Monatsschrift und Heimatkundliche Blätter
Bereits 1912 erschien der erste Vorläufer des Passauer Jahrbuchs: Die sogenannte Niederbayerische Monatsschrift. Zeitschrift für Kultur- und Kunstgeschichte, Landes- und Volkskunde Niederbayerns und angrenzender Gebiete mit Berücksichtigung von wirtschaftlichen und Verkehrsfragen. Nachdem 1920 die Inn- und Salzachvereinigung als heimatkundliche Arbeitsgemeinschaft zahlreicher regionaler Vereine in Braunau gegründet worden war, wurde beschlossen, diese Monatsschrift einzugliedern und als Publikationsorgan zu verwenden. Die bisherige Niederbayerische Monatsschrift erschien daraufhin ab 1921 unter dem Titel Monatsschrift für die Ostbayrischen Grenzmarken. Heimatkundliche Blätter des Inn-Salzachgaues, des niederbayrisch-öberösterr. Donautals mit Mühlviertel, des Bayerischen- und des Böhmerwaldes.

### Von ostbayrischen zu ostbairischen Grenzmarken
Zwei Jahre darauf, also 1923, übertrug man unter anderem Max Heuwieser die Verantwortung für diese Monatsschrift. Dieser war es auch, der erstmals erwog, statt „Ostbayern“ doch „Ostbaiern“ zu schreiben, um sich damit klarer von der (aktuellen) geographischen Bedeutung zu distanzieren und mehr Bezug auf die historische Bedeutung zu nehmen. Ostbaiern steht immerhin für das weitaus umfassendere Gebiet (Ost-)Bayern, Oberösterreich und Tschechien, also für jene Region, die vom Stamm der Baiern bevölkert wurde. Ostbayern hingegen entspricht dem – auch nach heutigem Verständnis – kaum. Die Verleger stimmten mit Heuwiesers Argumentation überein und 1923 erschienen zum ersten Mal „Ostbairische Grenzmarken“ – immer noch als Monatsschrift.

### Monatsschrift des Instituts und Heimatglocken
1926 wurden diese Ostbairischen Grenzmarken dann zur Monatsschrift des Instituts für Ostbairische Heimatforschung, bis man sie 1930 – als Folge der Wirtschaftskrise – einstellte. Heuwieser fand aber schon 1931 einen teilweisen Ersatz, indem er von nun an bei der (seit 1925 bestehenden) Beilage zur Donau-Zeitung, den „Niederbayrischen Heimatglocken: Blätter für heimatliche Unterhaltung und Belehrung.“, mitarbeitete und diese damit zu den „Heimatglocken: Monatsschrift für die ostbairischen Grenzmarken – Beilage der Donau-Zeitung, Passau“ wurden. Dies gelang jedoch nur bis Ende 1935, dann wurde die Verbindung zwischen Institut und Heimatglocken wieder gelöst.

### Ostbairische Grenzmarken und Passauer Jahrbuch
Danach wurde es lange Zeit still um die „Ostbairischen Grenzmarken“, woran sicher nicht zuletzt die wirtschaftliche sowie die politische Situation der 1930er, der Beginn des Zweiten Weltkrieges und der Tod Max Heuwiesers 1944 schuld waren. Erst 1957 gelang es Josef Oswald als neuem Institutsleiter, die Grenzmarken wiederzubeleben. Finanzielle Gründe verhinderten zwar die Herausgabe einer monatlichen Veröffentlichung, doch Oswald setzte die Tradition der ehemaligen Monatsschrift „Die Ostbairischen Grenzmarken“ fort, indem er stattdessen kurzerhand ein Jahrbuch unter dem Titel Ostbairische Grenzmarken: Passauer Jahrbuch für Geschichte, Kunst und Volkskunde. schuf. Unter diesem Namen existiert es bis 2005, als man es in Passauer Jahrbuch: Beiträge zur Geschichte und Kultur Ostbaierns umbenannte. „Das Jahrbuch [...] erfüllt heute wie damals die Aufgabe, ein Publikationsorgan des geschichtlichen Ausstrahlungsbereiches der alten Bischofsstadt Passau zu sein. Das stete Echo, das die Ostbairischen Grenzmarken auch in der historischen Wissenschaft allzeit gefunden haben, ist stete Verpflichtung.“